# EIF3H
EIF3H (англ. Eukaryotic translation initiation factor 3 subunit H) – білок, який кодується однойменним геном, розташованим у людей на короткому плечі 8-ї хромосоми. Довжина поліпептидного ланцюга білка становить 352 амінокислот, а молекулярна маса — 39 930.
| 10         |  | 20         |  | 30         |  | 40         |  | 50         |
| ---------- |  | ---------- |  | ---------- |  | ---------- |  | ---------- |
| MASRKEGTGS |  | TATSSSSTAG |  | AAGKGKGKGG |  | SGDSAVKQVQ |  | IDGLVVLKII |
| KHYQEEGQGT |  | EVVQGVLLGL |  | VVEDRLEITN |  | CFPFPQHTED |  | DADFDEVQYQ |
| MEMMRSLRHV |  | NIDHLHVGWY |  | QSTYYGSFVT |  | RALLDSQFSY |  | QHAIEESVVL |
| IYDPIKTAQG |  | SLSLKAYRLT |  | PKLMEVCKEK |  | DFSPEALKKA |  | NITFEYMFEE |
| VPIVIKNSHL |  | INVLMWELEK |  | KSAVADKHEL |  | LSLASSNHLG |  | KNLQLLMDRV |
| DEMSQDIVKY |  | NTYMRNTSKQ |  | QQQKHQYQQR |  | RQQENMQRQS |  | RGEPPLPEED |
| LSKLFKPPQP |  | PARMDSLLIA |  | GQINTYCQNI |  | KEFTAQNLGK |  | LFMAQALQEY |
| NN         |  |            |  |            |  |            |  |            |

A: Аланін

C: Цистеїн

D: Аспарагінова кислота

E: Глутамінова кислота

F: Фенілаланін

G: Гліцин

H: Гістидин

I: Ізолейцин

K: Лізин

L: Лейцин

M: Метіонін

N: Аспарагін

P: Пролін

Q: Глутамін

R: Аргінін

S: Серин

T: Треонін

V: Валін

W: Триптофан

Кодований геном білок за функціями належить до факторів ініціації, фосфопротеїнів. 
Задіяний у такому біологічному процесі, як біосинтез білка. 
Локалізований у цитоплазмі.